# 右主然
右主然（?—?），战国时期秦国官员。
右主然在秦出公时负责守卫秦国郑县（今陕西省渭南市华州区）以东的边塞。前386年（周安王十六年、魏武侯十年、秦出公元年），因秦出公年幼，其生母秦小主夫人重用宦官奄变，流亡在外三十年的公子连就想返回秦国。在边塞，右主然不让他通过。秦献公被迫从戎族之地，由守卫焉氏塞（今甘肃省平凉市西北）的菌改迎立回国。次年，公子连杀死秦出公，即位为秦献公。他想要加罪右主然，重赏菌改。被监突劝阻。秦献公听从，赦免了右主然，给菌改赐爵官大夫。